# Liste der Monuments historiques in Luyères
Die Liste der Monuments historiques in Luyères führt die Monuments historiques in der französischen Gemeinde Luyères auf.

## Liste der Immobilien
| Bezeichnung                 | Beschreibung            | Standort             | Kennzeichnung | Schutzstatus | Datum | Bild           |
| --------------------------- | ----------------------- | -------------------- | ------------- | ------------ | ----- | -------------- |
| Kirche St-Julien-de-Brioude | aus dem 16. Jahrhundert | Rue Louis Doe (Lage) | PA00078142    | Classé       | 1958  | weitere Bilder |

## Liste der Objekte
| Bezeichnung                             | Beschreibung | Standort                                        | Kennzeichnung | Schutzstatus | Datum | Bild |
| --------------------------------------- | --- | ----------------------------------------------- | ------------- | ------------ | ----- | ---- |
| Reliquienbüste Heiliger Julianus        | Holz, vergoldet, 1660 | in der Kirche St-Julien-de-Brioude (Lage)       | PM10004512    | Inscrit      | 1982  |      |
| Kruzifix                                | Nussbaumholz, weiß gefasst, 16. Jahrhundert                                                                                 | in der Kirche St-Julien-de-Brioude (Lage)       | PM10004500    | Inscrit      | 1980  |      |
| Skulptur Madonna mit Kind               | Kalkstein, farbig gefasst, 14. Jahrhundert                                                                                  | in der Kirche St-Julien-de-Brioude (Lage)       | PM10001098    | Classé       | 1913  |      |
| Skulptur Heilige Barbara                | Kalkstein, farbig gefasst, 16. Jahrhundert; in der Mairie deponiert                                                         | in der Kirche St-Julien-de-Brioude (Lage)       | PM10001100    | Classé       | 1913  |      |
| Skulptur Heilige Margaretha             | Nussbaumholz, weiß gefasst, 16. Jahrhundert; in der Mairie deponiert                                                        | in der Kirche St-Julien-de-Brioude (Lage)       | PM10001105    | Classé       | 1957  |      |
| Skulptur Heiliger Julianus (1)          | Kalkstein, einfarbig gefasst, 16. Jahrhundert; in der Mairie deponiert                                                      | in der Kirche St-Julien-de-Brioude (Lage)       | PM10004527    | Inscrit      | 2001  |      |
| Skulptur Heiliger Julianus (2)          | Aufsatz eines Prozessionsstabs; Holz, farbig gefasst, 17. Jahrhundert; in der Mairie deponiert                              | in der Kirche St-Julien-de-Brioude (Lage)       | PM10004501    | Inscrit      | 1981  |      |
| Hauptaltar                              | Altartisch, Tabernakel und Retabel; Eichenholz, farbig gefasst und vergoldet, 18. und 19. Jahrhundert; zugehörig PM10004503 | in der Kirche St-Julien-de-Brioude (Lage)       | PM10004502    | Inscrit      | 1981  |      |
| Gemälde Martyrium des heiligen Julianus | Ölfarbe auf Leinwand, 19. Jahrhundert                                                                                       | in der Kirche St-Julien-de-Brioude (Lage)       | PM10004503    | Inscrit      | 1981  |      |
| Skulptur Heiliger Augustinus            | Holz, farbig gefasst, 18. Jahrhundert; in der Mairie deponiert                                                              | in der Kirche St-Julien-de-Brioude (Lage)       | PM10004526    | Inscrit      | 2001  |      |
| Lettner                                 | als Emporenbrüstung zweitverwendet; Eichenholz, bemalt, bezeichnet 1552                                                     | in der Kirche St-Julien-de-Brioude (Lage)       | PM10001096    | Classé       | 1908  |      |
| Skulptur Madonna mit Kind               | Kalkstein, einfarbig gefasst, bezeichnet 1651                                                                               | in der Kirche St-Julien-de-Brioude (Lage)       | PM10001102    | Classé       | 1913  |      |
| Kreuzreliquiar                          | Kupfer, vergoldet, Glas, Brokat, bezeichnet 1609                                                                            | in der Kirche St-Julien-de-Brioude (Lage)       | PM10001103    | Classé       | 1913  |      |
| Skulptur Heiliger Julianus (3)          | Holz, farbig gefasst, 17. Jahrhundert; in der Mairie deponiert                                                              | in der Kirche St-Julien-de-Brioude (Lage)       | PM10003171    | Classé       | 1913  |      |
| Zwei Kirchenfenster                     | aus dem 16. Jahrhundert | in der Kirche St-Julien-de-Brioude (Lage)       | PM10001097    | Classé       | 1958  |      |
| Skulptur Heiliger Bernhard              | Kalkstein, 14. Jahrhundert                                                                                                  | außen an der Kirche St-Julien-de-Brioude (Lage) | PM10001099    | Classé       | 1913  |      |
| Skulptur Heiliger Rochus                | Kalkstein, einfarbig gefasst, 16. Jahrhundert; in der Mairie deponiert                                                      | in der Kirche St-Julien-de-Brioude (Lage)       | PM10001101    | Classé       | 1913  |      |
| Skulptur Erzengel Michael               | Kalkstein, einfarbig gefasst, 16. Jahrhundert; in der Mairie deponiert                                                      | in der Kirche St-Julien-de-Brioude (Lage)       | PM10001104    | Classé       | 1957  |      |
| Sessel                                  | Eichenholz, zweite Hälfte des 18. Jahrhunderts; in der Mairie deponiert                                                     | in der Kirche St-Julien-de-Brioude (Lage)       | PM10001106    | Classé       | 1957  |      |